# Académie hongroise des arts

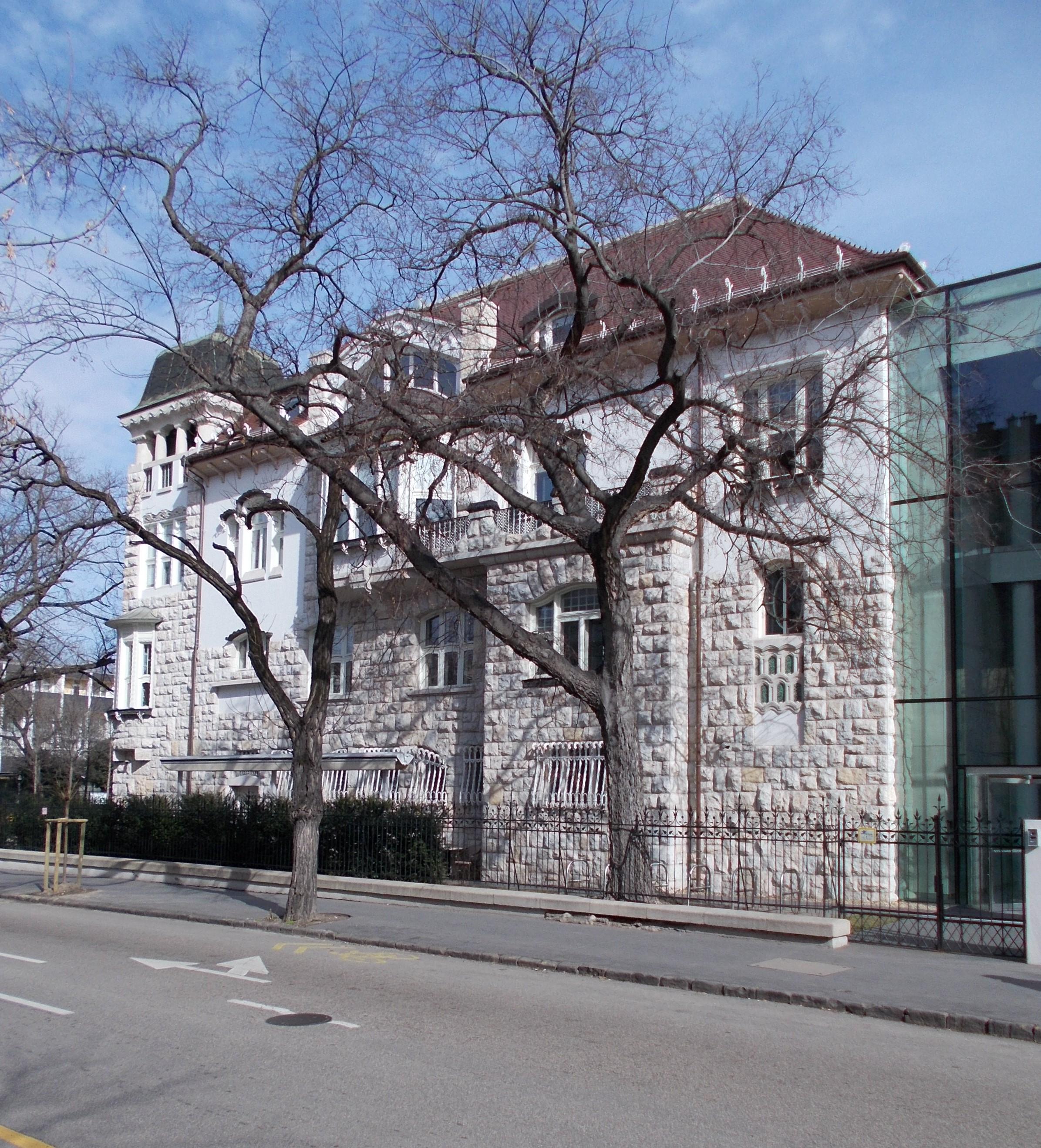
photo d'une des façades de L'Académie hongroise des arts

L'Académie hongroise des arts (en hongrois: Magyar Művészeti Akadémia, MMA) est une institution académique supérieure en Hongrie. Elle est créée en 1992 par des artistes comme une organisation non gouvernementale. Organisme public depuis 2011, elle est conservatrice et  proche du pouvoir en place Fidesz.
Le nombre total de ses membres est d'environ 150 personnes. Elle a pour président perpétuel (örökös elnök) l'architecte Imre Makovecz, et pour président depuis 2011 György Fekete. Ce dernier est controversé par ses prises de position patriotiques, notamment sur les conditions requises pour être membre de l'académie : « Il faut évidemment un sentiment national parce qu'ici on doit s'engager dans ce pays, avec cette langue, avec ses défauts. On veut des gens qui se sentent bien dans ce pays, qui se sentent à la maison, pas ceux qui vont à l'étranger pour critiquer la Hongrie ».
La nouvelle Constitution hongroise entrant en vigueur en 2012 mentionne explicitement dans son article X/3 l'Académie hongroise des arts en même temps que l'Académie hongroise des sciences (MTA). L'Académie Széchenyi des arts et lettres (SZIMA), fondée par l'Académie hongroise des sciences et assurant la même fonction que l'Académie hongroise des arts, voit alors son président László Dobszay et son président exécutif Győző Ferencz démissionner en signe de protestation contre l'« indignité » de l'officialisation d'une Académie concurrente qui, selon Győző Ferencz, exige de l'art hongrois un esprit « de fondamentalisme religieux et de nationalisme ethnique ».

## But
L'Académie hongroise des arts soutient et promeut la littérature, les arts plastiques et appliqués, l'architecture, la musique, la photographie et le cinéma en Hongrie.